# Werner Krieg
Gustav Albert Werner Krieg (* 13. Juni 1908 in Halle an der Saale; † 17. Januar 1989 in Köln) war ein deutscher Bibliothekar.

## Leben
Werner Krieg war das einzige Kind des Obersteuerinspektors Karl Wilhelm Gustav Krieg (1874–1947) und dessen Frau Franziska Hedwig Laura, geb. Brinck (1873–1940), deren Väter auch Beamte waren. Er besuchte das Stadtgymnasium in seiner Geburtsstadt Halle, wo er 1927 das Abitur erlangte. Danach studierte er in Halle und Marburg Klassische Philologie, Germanistik und Philosophie. 1934 beendete er sein Studium in Halle mit einer Dissertation über den Orest des Euripides und dem Staatsexamen. Nach einer Ausbildung zum Bibliothekar an der Universitätsbibliothek Halle unter Carl Wendel arbeitete er bis 1940 an der Staatsbibliothek Berlin.
Nach dem Zweiten Weltkrieg und Kriegsgefangenschaft kam Krieg an die Universitäts- und Stadtbibliothek Köln, die er von 1960 bis 1971 leitete. In seine Amtszeit fiel der Umzug in den heute noch genutzten Neubau nach Entwurf von Rolf Gutbrod (den er im Rahmen des Wettbewerbs vom Nutzerstandpunkt abgelehnt hatte) und die Umstellung der Buchsignaturen in computertaugliche Form. Daneben setzte er sich intensiv für den Verband der Bibliotheken des Landes Nordrhein-Westfalen mit einem Zentralkatalog und vereinfachter Fernleihe und in berufsständischen Vereinigungen ein. Von 1971 bis zu seinem Eintritt in den Ruhestand am 30. Juni 1973 übernahm er die hauptamtliche Leitung des Bibliothekar-Lehrinstituts des Landes Nordrhein-Westfalen in Köln, das er vorher schon nebenamtlich geleitet hatte.
Krieg starb 1989 im Alter von 80 Jahren und wurde auf dem Kölner Melaten-Friedhof beigesetzt.

## Veröffentlichungen (Auswahl)
- Englische Hilfsmaßnahmen für deutsche Wissenschaftliche Bibliotheken. In: Zeitschrift für Bibliothekswesen und Bibliographie, Jg. 6, 1959, S. 26–32.
- (als Hrsg.): Bibliothekswissenschaft.  Versuch einer Begriffsbestimmung in Referaten und Diskussionen bei dem Kölner Kolloquium (27. - 29. Oktober 1969). Greven, Köln 1970.
- mit Walter Barton: Duales gegen einschichtiges Bibliothekssystem? Thesen zum Berufsbild des bibliothekarischen Höheren Dienstes. In: Vom Neuen Standort der Gesamthochschulbibliothek. Festschrift der Gesamthochschulbibliothek Siegen anläßlich des Bezugs ihres Neubaus. Hrsg. von Walter Barton. Siegen 1977, S. 148–151, elektronische Veröffentlichung. Hrsg. von Dietmar Haubfleisch. Universitätsbibliothek, Paderborn 2013 (Digitalisat).
- Einführung in die Bibliothekskunde. Wissenschaftliche Buchgesellschaft, Darmstadt 1982, ISBN 3-534-08629-5 (2. Aufl. 1990).
- Der Verband der Bibliotheken des Landes Nordrhein-Westfalen von seiner Gründung bis zum Sommer 1964 (= Arbeiten und Bibliographien zum Buch- und Bibliothekswesen, Bd. 6). Lang, Frankfurt/M. 1989, ISBN 3-8204-1459-2.